# S/2002 (48639) 1
S/2002 (48639) 1 é um satélite natural do corpo celeste denominado de (48639) 1995 TL8. O mesmo é um satélite relativamente grande comparado com o corpo primário.

## Descoberta
S/2002 (48639) 1 foi descoberto por Denise C. Stephens e Keith S. Noll a partir de observações realizadas com o telescópio espacial Hubble no dia 9 de novembro de 2002 e foi anunciado em 5 de outubro de 2005.

## Características físicas e orbitais
O satélite é relativamente grande, tendo uma massa susceptível de cerca de 10% do objeto primário. A sua órbita ainda não foi determinada, mas o mesmo tinha uma separação de apenas cerca de 420 km de distância do primário no momento da sua descoberta, com um eventual período orbital em torno de meio dia e um diâmetro estimado de 161 km.